# Salve-se Quem Puder
Salve-se Quem Puder é um game show português que consiste em atravessar paredes de esferovite recortadas. O programa estreou no dia 1 de junho de 2009 na SIC e é apresentado por Diana Chaves e Marco Horácio. A 18 de junho de 2023, 14 anos depois, o programa regressou para uma terceira temporada.
Todos os dias há duas equipas, uma vermelha e outra azul, três jogadores não conhecidos do público em geral. Ao sábado são convidadas duas figuras públicas que se juntam às duas melhores equipas da semana, ficando assim, cada equipa com quatro jogadores.
A 1ª temporada começou dia 1 de Junho de 2009 terminou dia 3 de Outubro de 2009 com 98 episódios (esta temprada foi a que teve mais audiências dos programas da SIC).
A 2ª temporada do programa começou no dia 31 de Maio de 2010 e terminou no dia 11 de Setembro de 2010,sendodos programas de entretenimento mais vistos da SIC.
Esteve prevista uma 3ª temporada para o Verão de 2012, mas não chegou a ser realizada por questões orçamentais.
Regressou à antena da SIC 13 anos depois da última edição, em 2023, com uma nova temporada, que estreou no dia 18 de junho de 2023 e terminou a 27 de agosto do mesmo ano.

## Jogabilidade
A equipa vermelha começa a jogar e os jogadores enquanto esperam a parede não podem sair da área de jogo. Mesmo que tenham conseguido atravessar a parede sem a partir e sem cair à água, se saírem da área de jogo perdem todos os pontos a que teriam direito.

### Rondas
O programa é composto por seis rondas:
1. Ordem do Capitão. O capitão da equipa escolhe um número de 1 a 12, podendo sair uma parede normal ou uma parede bónus. Ao passarem uma parede normal ganham 10 pontos e se passarem uma parede bónus ganham 15 pontos. Cada equipa escolhe duas paredes. O capitão não pode jogar. Os outros dois membros da equipa jogam um de cada vez.
2. Às Cegas. Nesta ronda quem joga é o capitão. Se passar a parede ganha 20 pontos. O concorrente não pode ver a parede. Para o impedir de o fazer, podem levar uns óculos, podem estar simplesmente de costas sem olhar ou estar de constas e ver a parede por um espelho. Podem ainda ser ajudados por um companheiro de equipa que verá a parede, mas este também terá de a passar. Cada equipa joga uma vez.
3. Parede Infernal. Nesta ronda jogam dois concorrentes, sendo que o capitão também pode jogar. O capitão da equipa escolhe um número de 1 a 9, podendo sair uma parede normal ou uma parede bónus. Ao passarem uma parede normal ganham 30 pontos e se passarem uma parede bónus ganham 35 pontos.
4. Eis a Questão. Joga apenas um concorrente, sendo que o capitão também pode jogar. Esta parede tem uma pergunta no topo e duas respostas em baixo, uma em cada porta. Ao empurrarem a porta correcta e permanecerem na área de jogo ganha 30 pontos. Se forem contra a porta errada, são empurrados por ela e vão à água.
5. Três à Vez. Nesta ronda jogam todos os elementos da equipa. Por cada um que passar a parede ganham 20 pontos, podendo somar 20, 40 ou 60 pontos.
6. Todos ao Molho. Nesta última ronda, a equipa que vai à frente na pontuação pode jogar ou passar a parede. Se jogar e passar, ganha. Se for à água perde a emissão. Se passar a parede à outra equipa e esta não superar a parede, a equipa que ia à frente na pontuação ganha, mas se passar a outra equipa é a vencedora.

## Modas
O programa fez surgirem algumas modas:
- Pedir a um membro da audiência para dizer: Soltem a parede.
- A exclamação És um pão de um homem de meia-idade ou do público em uníssono, geralmente para o Marco Horácio.
- Quando a Diana ou o Marco dizem Sacanagem ouve-se a música Rapunzel de Daniela Mercury e o público começa a dançar.
- Quando o Marco diz Bobagem ouve-se a música "Tutti Frutti Summer Love" do cantor sueco Günther e o público começa a dançar.
- Quando a Diana diz Cafajeste ouve-se a música "você não vale nada" da banda Calcinha Preta e o público começa a dançar.
- Quando há dúvidas sobre as provas, Marco ou Diana dirigem-se ao juiz cujo nome é "Douradinhos" apesar de Marco chamá-lo às vezes por outros nomes derivados de Douradinhos.
- Marco costuma cantar rap freestyle quanto apresenta o jogo de casa normalmente usando a música "Retratamento" dos Da Weasel

## Músicas da 2ª Temporada
- Quando o Marco diz Chacarron ouve-se a música "Chacarron" e o Público começa a dançar.
- Quando a Diana ou o Marco dizem Rebolation ouve-se a música Rebolation de Parangolé e o Público começa a dançar.
- Quando o Marco diz Bobagem ouve-se a música "SunTrip (Summer Holiday)" do cantor sueco Günther ou a música da 1ª temporada e o público começa a dançar.

## Temporada 3
A terceira temporada do Salve-se Quem Puder estreou na SIC a 18 de junho e terminou a 27 de julho de 2023. É exibido aos domingos.

### Episódios
| N.º na temp.                                       | Título                          | Exibição original    | Audiências (em milhões) |
| -------------------------------------------------- | ------------------------------- | -------------------- | ----------------------- |
| 1                                                  | "Episódio 1"                    | 18 de junho de 2023  | ASD                     |
| Convidados: Júlia Palha e Carolina Carvalho        |                                 |                      |                         |
| 2                                                  | "Episódio 2"                    | 25 de junho de 2023  | ASD                     |
| Convidados: Fernando Rocha e Melânia Gomes         |                                 |                      |                         |
| 3                                                  | "Episódio 3"                    | 2 de julho de 2023   | ASD                     |
| Convidados: Toy e Patrícia Tavares                 |                                 |                      |                         |
| 4                                                  | "Episódio 4"                    | 9 de julho de 2023   | ASD                     |
| Convidados: Carolina Patrocínio e Miguel Costa     |                                 |                      |                         |
| 5                                                  | "Episódio 5"                    | 16 de julho de 2023  | ASD                     |
| Convidados: Ana Patrícia Carvalho e Oceana Basílio |                                 |                      |                         |
| 6                                                  | "Episódio 6"                    | 23 de julho de 2023  | ASD                     |
| Convidados: Jani Gabriel e João Paulo Rodrigues    |                                 |                      |                         |
| 7                                                  | "Episódio 7"                    | 30 de julho de 2023  | ASD                     |
| Convidados: Raquel Sampaio e Cláudia Borges        |                                 |                      |                         |
| 8                                                  | "Episódio 8: Especial Crianças" | 6 de agosto de 2023  | ASD                     |
| Convidados: João Manzarra e José Figueiras         |                                 |                      |                         |
| 9                                                  | "Episódio 9"                    | 13 de agosto de 2023 | ASD                     |
| Convidados: Micaela e Jorge Guerreiro              |                                 |                      |                         |
| 10                                                 | "Episódio 10"                   | 20 de agosto de 2023 | ASD                     |
| Convidados: Mariana Pacheco e João Jesus           |                                 |                      |                         |
| 11                                                 | "Episódio 11"                   | 27 de agosto de 2023 | ASD                     |
| Convidados: Iva Lamarão e Maria Dominguez          |                                 |                      |                         |

## Audiências
Na estreia, a 1 de Junho de 2009, segunda-feira, o programa teve uma audiência média de 11% e 29.7% de share, liderando o horário.
No terceiro episódio "Salve-se Quem Puder" bateu recorde com um resultado de 12.2% de rating e 30.3% de quota de mercado, na liderança.
No dia 10 de Junho de 2009, este registou um novo recorde de audiência com 12.3% de rating e 33.0% de quota de mercado, na liderrança.
No dia 28 de Julho de 2009, este cravou mais um máximo de audiência com 12.5% de rating e 32.9% de quota de mercado, na liderança.
Na primeira temporada os 105 episódios transmitidos registaram 9.2% de audiência média e 25.7% de share.
A segunda temporada estreou no dia 31 de Maio de 2010 pelas 21:20 h e registou 9.6% de audiência média e 26.7% de share. No total, foi visto por 2.198.000 espectadores que viram em média mais de 18 minutos do concurso, o que corresponde a 41.5% da duração total do programa.
A terceira temporada estreou no dia 18 de junho de 2023	pelas 21:38h e registou 12.1% de audiência média e 24.2% de share (1ª parte). A partir das 22h40, com "Salve-se Quem Puder: Todos ao Molho” (2ª parte), o programa manteve-se na liderança com 11.9 de rating e 26.8%.